# Carlo Armellini

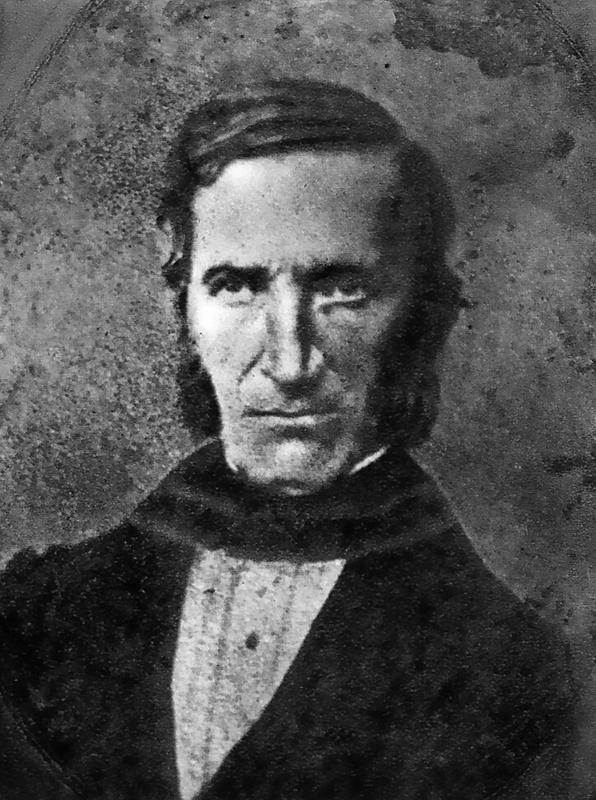
Carlo Armellini

Carlo Armellini (* 1777 in Rom; † 1863 in Saint-Josse-ten-Noode/Sint-Joost-ten-Node, Belgien) war ein italienischer Politiker und Jurist. Er regierte zusammen mit Giuseppe Mazzini und Aurelio Saffi die kurzlebige Römische Republik von 1849.

## Leben
Er studierte Rechtswissenschaften an der Universität La Sapienza und wurde danach zum Doctor iuris utriusque promoviert. 1798 begrüßte er die Gründung der Republik mit einer lateinischen Huldigung Romana libertas redux die am 7. Floréal des Jahres VI (26. April 1793) am Collegio Romano vorgetragen wurde. Seine Ernennung zum Advokaten in der römischen Kurie erfolgte am 7. März 1808. Am Vorabend der napoleonischen Invasion bekleidete er das Amt eines Sekretärs am Tribunal der Rota Romana. Während der französischen Besetzung Roms übernahm er am 11. Juli 1809 am Zivilgericht von Rom provisorisch die Funktion des Auditors der Apostolischen Kammer, am 24. Juli desselben Jahres wurde er zum Richter des Berufungsgerichts ernannt. Während der Restauration nahm er seine Tätigkeit als Rechtsanwalt wieder auf. Gregor XVI. ernannte ihn vor dem 26. November 1831 zum Konsistorialadvokaten, Pius IX. am 15. März 1847 zum Sekretär des Zensurrates des Kirchenstaates und vor dem 23. November 1847 zum Mitglied des Consiglio di Roma.
Im Herbst 1848 schloss er sich der Verfassunggebenden Versammlung und damit der Römischen Republik an. In der am 23. Dezember 1848 von der Commissione provvisoria di Stato gebildeten Regierung wurde er Innenminister am Tag nach der Flucht Pius IX. nach Gaeta (24. November 1848). Am 28. Januar 1849 mit 16.153 Stimmen zum Abgeordneten für Rom in die Verfassunggebenden Versammlung gewählt, war Carlo Armellini am 9. Februar 1849 Unterzeichner der Proklamation der Römischen Republik und des Verlustes der weltlichen Regierung der Päpste. Ferner war er mit Saliceti und Montecchi Mitglied des Exekutivkomitees der am 10. Februar 1849 gebildeten Verfassunggebenden Versammlung, schließlich Mitglied des am 29. März 1849 mit Giuseppe Mazzini und Aurelio Saffi gebildeten Triumvirats. Nach dem Fall der Republik flüchtete er nach Brüssel und starb dort 14 Jahre später im Exil. Sein Begräbnis am 14. Juni 1863 war Anlass für eine nationale Demonstration zugunsten der Vereinigung Roms mit dem Königreich Italien.

## Veröffentlichungen
- De mensis, quarum literae ob fidem publicam pecuniae numeratae vice funguntur. Dissertation. Rom 1837.